# Norra Björkfjärdens naturreservat (del i Stockholms län)
Norra Björkfjärdens naturreservat är uppdelad utefter länsgränsen, där denna del är ett naturreservat i Upplands-Bro kommun i Stockholms län. Delen i Upplands län beskrivs i artikeln Norra Björkfjärdens naturreservat (del i Uppsala län) och helheten beskrivs i artikeln Norra Björkfjärdens naturreservat
Denna del är naturskyddat sedan 1968 och är 868 hektar stort. 